# ایلون ویکلند

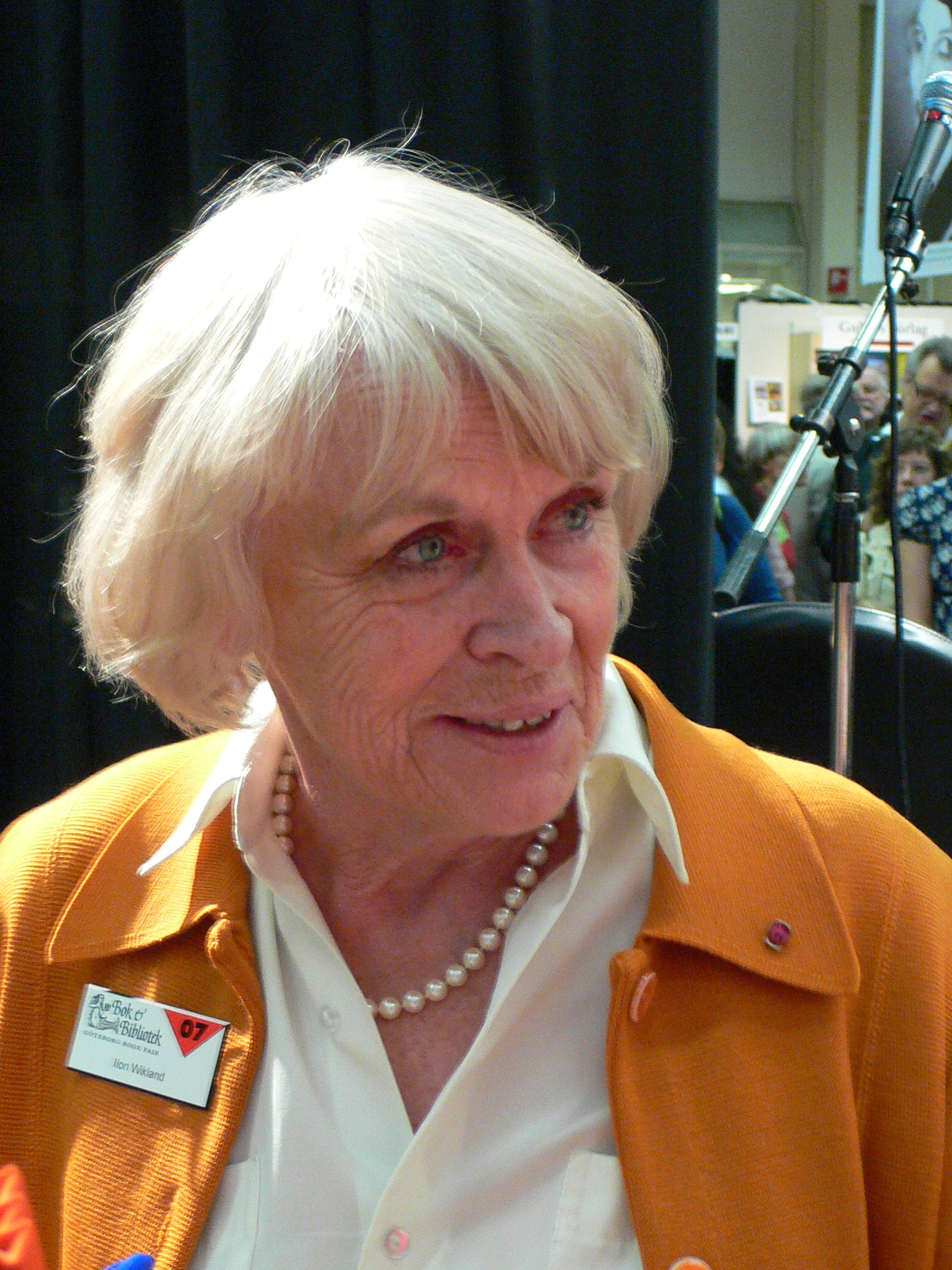

ایلون ویکلند (Ilon Wikland زادهٔ ۵ فوریه ۱۹۳۰) هنرمند استونیایی/سوئدی است. وی در هالپسو متولد شد اما در سواحل دریای بالتیک استونیا رشد پیدا کرد. در سال ۱۹۴۴ همراه خانواده یکی از همکلاسی‌هایش از آنجا به سوئد گریخت. وی در سوئد به خاطر تصویرسازی‌های کتابهای آسترید لیندگرن شهرت دارد. یکی از این کتابها که در ایران نیز شهرت بسیار دارد «برادران شیردل» می‌باشد.